# Bridget Riley
Bridget Riley, (Londres, 24 de abril de 1931) é uma pintora inglesa, considerada um dos maiores expoentes da Op art. Estudou na Golsmith´s school of art em Londres, em 1952 a 1955. Sua primeira exposição individual foi em 1962 na Gallery One.

## Biografia
Riley nasceu em Norwood, South London, em 1931.Seu pai, John Fisher Riley, originalmente de Yorkshire, foi um impressor gráfico, como seu pai tinha sido. Em 1938 ela  juntamente com sua família, mudaram - se para Lincolnshire.
Durante a Segunda Guerra Mundial, o pai de Riley foi convocado para o serviço militar e ela foi evacuada, com sua mãe e irmã, para uma casa de campo em Cornwall. A casa, não muito longe do mar, perto de Padstow, foi compartilhada com uma tia que era ex-aluna da Goldsmiths College, em Londres.Seu ensino primário veio na forma de palestras irregulares e palestras de professores não qualificados ou aposentados. Ela foi educada no Colégio Cheltenham Ladies 'e mais tarde estudou arte na Goldsmiths College (1949-1952), e depois no Royal College of Art (1952-1955), onde alguns de seus colegas incluíam os artistas Peter Blake, Geoffrey Harcourt (o pintor aposentado , também conhecido por seus muitos projetos de cadeira bem conhecidos) e Frank Auerbach. Em 1955, Riley se formou com um diploma de bacharel. 
Entre 1956 e 1958, ela cuidou de seu pai, depois que ele se envolveu em um sério acidente de carro, e Briget sofreu um colapso. Depois disso, trabalhou em uma loja de material de vidro e também, por um tempo, ensinou crianças. Ela finalmente se juntou a agência de publicidade J. Walter Thompson, como ilustradora, onde trabalhava a tempo parcial até 1962. A grande exposição Whitechapel Gallery de Jackson Pollock, no inverno de 1958, vei ter um grande impacto sobre ela. 
Seus primeiros trabalhos foi como figurativa adotando um estilo semi-impressionista. Entre 1958 e 1959, seu trabalho agência de publicidade viu adotar um estilo de pintura com base na técnica pontilhista. Por volta de 1960 começou a desenvolver a sua assinatura estilo Op Art consiste em padrões geométricos em preto e branco que exploram o dinamismo da vista, além de produzir um efeito desorientador nos olhos. No verão de 1960, Riley visitou a Itália com o mentor Maurice de Sausmarez, e os dois visitaram a Bienal de Veneza com a sua grande exposição de obras futuristas. 
No início de sua carreira, Riley trabalhou como professora de arte 1957-58 no Convento do Sagrado Coração, Harrow (agora conhecido como Sacred Heart Language College). Mais tarde, ela trabalhou na Escola Loughborough of Art (1959), Hornsey College of Art, e Croydon College of Art (1962-1964). 
Em 1961, com o parceiro Peter Sedgley, ela visitou o planalto Vaucluse, no sul da França, e adquiriu uma fazenda abandonada, que acabaria por ser transformado em um estúdio. De volta a Londres, na primavera de 1962, Riley recebeu sua primeira exposição individual, de Victor Musgrave do Studio One. 
Em 1968, Riley, junto de Peter Sedgley e o jornalista Peter Townsend, criaram uma organização do espaço dos artistas (Espaço Prestação Artístico Cultural e Educacional), com o objetivo de proporcionar aos artistas um espaço amplo e acessível estúdio.